# قورباغه طلایی پانامایی
قورباغه طلایی پانامایی یا قورباغه زرین پانامایی (نام علمی: Atelopus zeteki)، که همچنین به عنوان وزغ سررو کامپانا هم شناخته می‌شود،  گونه‌ای از وزغ بومی پاناما است. قورباغه‌های طلایی پانامایی در جویبارهای امتداد دامنه‌های کوهستانی جنگل‌های ابری کوردیلر در غرب مرکزی پاناما ساکن هستند. در حالی که آی‌یوسی‌ان آن را به عنوان در بحران انقراض جدی فهرست می‌کند، ممکن است در واقع از سال ۲۰۰۷ در طبیعت منقرض شده باشد. درحال حاضر چند تعداد قورباغه برای پرورش در اسارت در تلاش برای حفظ گونه جمع‌آوری شده‌اند. نام رایج دیگر این حیوان، قورباغه طلایی زتکی است و لقب زتکی به یاد جیمز زتک حشره‌شناس برای این جانور انتخاب شده است.

## حفاظت
قورباغه طلایی پانامایی در اواخر دهه ۱۹۹۰ از جنگل‌های کوهستانی مرتفع که زیستگاه این حیوان بودند ناپدید شد و باعث شد تحقیقات علمی و فرایند نجات او آغاز شود که تا همین امروز نیز ادامه دارد. این گونه برای آخرین بار در طبیعت در سال ۲۰۰۶ توسط واحد تاریخ طبیعی بی‌بی‌سی برای مستند زندگی در خونسردی ساخته دیوید اتنبرو فیلمبرداری شد. تعداد کمی از نمونه‌های باقی‌مانده آنها به اسارت گرفته شدند و مکان فیلمبرداری برای محافظت از آنها در برابر شکار غیرقانونی مخفی نگه داشته شد. اگرچه به نظر می‌رسد که جمعیت‌های اسیر به خوبی رشد می‌کنند، اما بازگشت مجدد آنها به منطقه زیستگاهشان، خطر ابتلا به کیتریدیومیکوزیس را متوقف نمی‌کند. هیچ راه حلی برای پیشگیری یا کنترل بیماری در طبیعت وجود ندارد اما تلاش‌هایی در حال انجام است. یک تلاش برای محافظت از طیف گسترده‌ای از قورباغه‌ها در برابر بیماری با استفاده از باکتری جانتینوباکتریوم لیویدیم که یک ماده شیمیایی در برابر عفونت‌ها تولید می‌کند، انجام شده اما پوست قورباغه طلایی پانامایی به باکتری استفاده شده حساسیت داشت. باغ وحش سن دیگو یک تلاش حفاظتی را آغاز کردند و اولین قورباغه‌های خود را در سال ۲۰۰۳ دریافت کردند. از آن زمان، آنها توانسته‌اند با موفقیت ۵۰۰ قورباغه را در اسارت پرورش دهند اما تا زمانی که بیماری قارچی تهدید کمتری نداشته باشد آنها را در طبیعت رها نمی‌کنند. باغ وحش سن دیگو نیز پاناما را حمایت مالی می‌کند تا به تلاش‌های حفاظتی در کشور بومی قورباغه‌ها ادامه دهد.

## در فرهنگ
قورباغه طلایی پانامایی چیزی شبیه به یک نماد ملی است که در بلیت‌های بخت آزمایی و در اساطیر محلی ظاهر می‌شود. تصور می‌شود که هنگامی که این قورباغه می‌میرد، به طلا تبدیل می‌شود و برای کسانی که آن را ببینند، خوش شانسی می‌آورد. در سال ۲۰۱۰، دولت پاناما قانونی را تصویب کرد که روز ۱۴ اوت به عنوان «روز ملی قورباغه طلایی» به رسمیت شناخته شود. رویداد اصلی این جشن، هر ساله با رژه در خیابان‌های ال واله د آنتون و نمایش قورباغه‌های طلایی پانامایی در مرکز حفاظت از دوزیستان ال واله در باغ وحش ال نیسپرو، ال واله مشخص می‌شود. پوست بسیار سمی این قورباغه نیز قرن‌ها توسط مردم بومی جنگل‌های پاناما برای سم نوک تیر استفاده می‌شد.

## یادداشت
نام‌های رایج دیگر عبارتند از قورباغه طلایی، قورباغه سمی تیر طلایی، قورباغه زتک و قورباغه طلایی زتک.